# Dětřichov u Moravské Třebové
Dětřichov u Moravské Třebové là một làng thuộc huyện Svitavy, vùng Pardubický, Cộng hòa Séc.